# St. Jakob (Neustetten)

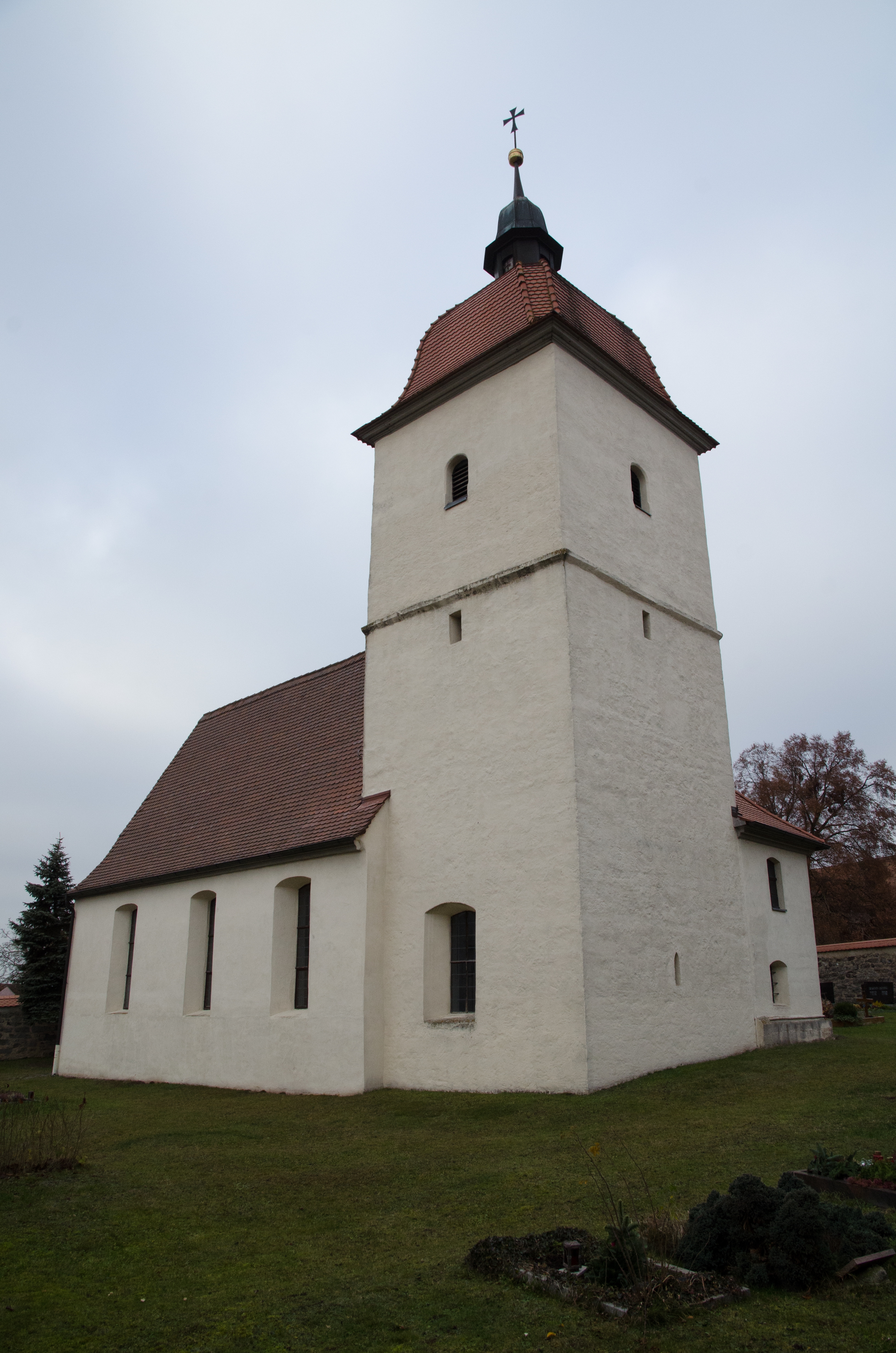
St. Jakob in Neustetten

Die römisch-katholische, denkmalgeschützte Filialkirche St. Jakob steht in Neustetten, einem Gemeindeteil des Marktes Flachslanden im Landkreis Ansbach (Mittelfranken, Bayern). Das Bauwerk ist unter der Denkmalnummer D-5-71-146-17 als Baudenkmal in der Bayerischen Denkmalliste eingetragen. Die Kirchengemeinde gehört zum Erzbistum Bamberg.

## Beschreibung
Der Chorturm der heutigen Saalkirche wurde 1519 erbaut, in dessen Erdgeschoss die Gottesdienste stattfanden. An ihn wurde 1530 nach Westen das Langhaus angebaut, das 1762 nach Westen verlängert wurde. Im Zuge dieser Baumaßnahme wurde auch der Chorturm aufgestockt, um den Glockenstuhl für die drei Kirchenglocken unterzubringen, und mit einer geschwungenen Haube mit Laterne bedeckt. Außerdem wurde im nördlichen Winkel von Chorturm und Langhaus die Sakristei angebaut. Franz Philipp von Wildenstein, Komtur des Deutschen Ordens, ließ die Kirchenausstattung erneuern, zu der drei Altäre gehörten. Das Altarretabel des Hochaltars zeigt u. a. Jakobus den Älteren zusammen mit der heiligen Barbara.